# Miguel Barragán
Miguel Francisco Barragán Andrade (Ciudad del Maíz, 8 marzo 1789 – Città del Messico, 1º marzo 1836) è stato un generale e politico messicano.
È stato Presidente del Messico dal 28 gennaio 1835 al 27 febbraio 1836. Nel corso della sua carriera politica è stato ministro della guerra sotto la presidenza di Antonio López de Santa Anna dal 1833 al 1834 e governatore del Veracruz dal 1825 al 1828.